# Moosassel
Die Moosassel (Philoscia muscorum), auch Gefleckte Moosassel, Gestreifte Moosassel oder Waldassel genannt, gehört zu den Landasseln.

## Beschreibung
Sie ist meist braun oder rötlich marmoriert, mit einer schwarzen Rückenlinie. Der Kopf ist dunkler als der Rest des Körpers, welcher glatt und sehr glänzend ist. Die Fühlergeißel ist dreigliedrig und es gibt eine deutliche Kante zwischen dem schmalen Pleon und dem breiteren Peräon. Am Kopf sind keine Stirn- oder Seitenlappen erkennbar. Die Hinterecken des ersten Peraeomers sind nicht nach hinten ausgezogen. Erwachsene Tiere erreichen Körperlängen von ungefähr 9 mm. Bei Gefahr kann die Moosassel sehr schnell weglaufen und sich mit ihren langen Beinen recht hoch vom Boden abheben. Nach einem kurzen Spurt verharrt sie oft regungslos, um Fressfeinden nicht aufzufallen.

## Lebensraum und Verbreitung
Die Moosassel kommt an eher feuchten und offenen Orten vor, wie Waldränder, Gärten, Wiesen oder am Rand von Gräben. Sie hält sich oft im Laub, unter Moos, in hohlen Pflanzenstängeln oder in Grasbulten sowie unter Rinde und Totholz auf. Es handelt sich um eine häufige Art, die in großen Teilen Europas vorkommt. Ihr Hauptverbreitungsgebiet erstreckt sich von Norwegen und Schweden im Norden bis Griechenland im Süden, von Frankreich im Westen bis Polen im Osten. Auch in den baltischen Staaten und in Spanien und Portugal könnte sie vorkommen. Sie wurde nach Nordostamerika eingeschleppt, wo sie sehr häufig geworden ist.

## Ähnliche Arten
Die verwandte Art Philoscia affinis hat meist einen hellbraun marmorierten Kopf und keine weiße Linie, die entlang der Körperränder verläuft. Obwohl dies in den meisten Fällen ein sehr guter Indikator ist, sollte für eine exakte Unterscheidung das siebte Bein eines männlichen Tiers untersucht werden. Man sollte beachten, dass noch nicht ausgefärbte Jungtiere von Philoscia muscorum ebenfalls einen hellbraunen Kopf haben.
Die Sumpfassel Ligidium hypnorum weist eine oberflächliche Ähnlichkeit mit der Moosassel auf, die Fühlergeißel besteht jedoch aus vielen kleinen Segmenten (ungefähr 10), während es bei der Moosassel nur drei Segmente sind. Auch die Gestalt der Uropoden ist sehr unterschiedlich.

## Taxonomie
Die Art wurde 1763 von Giovanni Antonio Scopoli unter dem Namen Oniscus muscorum erstbeschrieben. Weitere Synonyme lauten:
- Oniscus agilis C.L. Koch, 1847
- Oniscus sylvestris Fabricius, 1793
- Philoscia marmorata Brandt, 1833
- Philoscia sylvestris Latreille, 1804
- Pseudoniscus neglectus Costa, 1882

### Unterarten
Es wurden mehrere Unterarten der Moosassel beschrieben. Diese sind:
- Philoscia muscorum biellensis Verhoeff, 1936
- Philoscia muscorum frigidana Verhoeff, 1928
- Philoscia muscorum marinensis Verhoeff, 1933
- Philoscia muscorum muscorum (Scopoli, 1763)
- Philoscia muscorum rufa Legrand, 1943

Die ehemaligen Unterarten Philoscia muscorum affinis Verhoeff, 1908 und Philoscia muscorum triangulifera Verhoeff, 1918 gelten heute als Synonyme von Philoscia affinis, die ehemalige Unterart Philoscia muscorum dalmatica Verhoeff, 1901 als Synonym von Philoscia dalmatica. Bei Philoscia muscorum algirica Dollfus, 1896 handelt es sich um ein Nomen dubium.